# جورج زيناتي
جورج زيناتي (1935 - 22 يناير 2021) هو أكاديمي وباحث ومترجم فلسطيني لبناني. قدّم مجموعة من الأعمال الفلسفية والفكرية التي بحثت في مواضيع مختلفة، بالإضافة إلى قيامه بترجماتٍ عدة، لعل أهمها أعمال المفكر الفرنسي بول ريكور.

## مسيرته
ولد زيناتي في مدينة حيفا الفلسطينية، وهُجّر منها برفقة عائلته سنة 1948 نحو العاصمة اللبنانية بيروت، حيث قضى سنوات شبابه، قبل أن ينتقل أواخر الستينيات إلى العاصمة الفرنسية باريس لمتابعة دراسته، حيث نال في جامعة باريس شهادة الدكتوراة في الآداب والعلوم الإنسانية عام 1972، بإشراف المُفكّر بول ريكور، ليعمل بعدها مُدرّسا في جامعة «زائير لوبومباشي» في الكونغو بين عامي 1973 و1977، قبل أن يعود إلى بيروت ليعمل أستاذًا للفلسفة الحديثة والمعاصرة والدراسات العليا، في كليتي التربية والآداب في الجامعة اللبنانية، وفي فترة ما من مسيرته الأكديمية في فرنسا ترأّس تحرير مجلّة «الباحث». 

## أعماله
كتب
- 1964: الظمأ الأبدي، المكتب التجاري للطباعة والتوزيع والنشر
- 1993: رحلات داخل الفلسفة الغربية، المؤسسة الجامعية للدراسات والنشر والتوزيع، (ردمك 6144780297)
- 2002: الفلسفة في مسارها، الأحوال والأزمنة للطباعة والنشر والتوزيع، (ردمك 9789959296115)
- 2018: الحرية والعنف، المركز العربي للأبحاث ودراسة السياسات، (ردمك 6144452036)
- 2019: فلسفة ابن باجة وأثرها، المركز العربي للأبحاث ودراسة السياسات، (ردمك 614445263X)

ترجمات
- 1993: «انفعالات النَّفس»، لرينيه ديكارت
- 1996: موسوعة كشاف اصطلاحات الفنون والعلوم[4]
- 2005: «الذات عينها كآخر»، لبول ريكور
- 2008: «تاريخ الكثلكة»، لإيف برولي
- 2008: «تاريخ بيزنطة»، لجان كلود شينيه
- 2009: "الذاكرة، "التاريخ، النسيان"، لبول ريكور
- 2009: «الفلسفة الأخلاقية»، لمونيك كانتو سبيربر وروفين أوجيان
- 2020: «ابن رشد المقلق»، لجان باتست برونيه

## جوائز
فاز كتابه «الذات عينها كآخر» (المُترجم من الفرنسية إلى العربية) بجائزة الشيخ زايد للكتاب سنة 2007، عن فئة الترجمة.
كما حصل على جائزة الملك عبد الله بن عبد العزيز العالمية للترجمة سنة 2011، في مجال «العلوم الإنسانية من اللغات الأخرى إلى اللغة العربية»، عن ترجمته لكتاب «الذاكرة، التاريخ، النسيان» من اللغة الفرنسية؛ للمفكر بول ريكور، والجائزة مُناصفة مع محمد بدوي، عن ترجمته لكتاب «تأويل الثقافات» من اللغة الإنجليزية، لمؤلفه كليفورد جيرتز.